# Jamie O'Neal
Jamie O'Neal (Sydney, 3 de junho de 1966) é uma cantora australiana.